# Cut Here
Singles de The Cure
Maybe Someday
(2000) Just Say Yes
(2001)
Clip vidéo
[vidéo] « Cut Here », sur YouTube
Pistes de Greatest Hits
Wrong Number Just Say Yes
Cut Here est une chanson du groupe britannique The Cure sorti en  single le 29 octobre 2001. Elle est présente sur la compilation Greatest Hits publiée le 13 novembre 2001 dont elle est l'une des deux chansons inédites avec Just Say Yes.
Cut Here est l'anagramme de The Cure.
La chanson a été écrite en hommage à Billy Mackenzie, ancien chanteur du groupe Associates et ami de longue date de Robert Smith, qui a mis fin à ses jours en 1997,.

## Contenu
Le single comporte également un titre inédit, Signal to Noise, un remix de Cut Here (le Missing Remix réalisé par Robert Smith), ainsi qu'une plage CD-Rom avec le clip vidéo de Cut Here. 
Signal to Noise compte parmi les titres de face B préférés de Robert Smith et, selon lui, il aurait très bien pu apparaître en face A. La chanson a d'ailleurs été enregistrée en version acoustique pendant les sessions d'Acoustic Hits, le CD bonus de la compilation Greatest Hits, mais cette version est restée inédite jusqu'en 2004 et son inclusion dans le coffret Join the Dots.
Signal to Noise a été jouée sur scène plusieurs fois entre 2005 et 2008.

## Liste des titres
1. Cut Here - 4:11
2. Signal to Noise - 4:06
3. Cut Here (Missing Remix) - 5:51
4. Cut Here (clip vidéo) - 4:11

## Clip
Le clip est réalisé par Richard Anthony.

## Classements hebdomadaires
| Classement (2001)              | Meilleure place |
| ------------------------------ | --------------- |
| Allemagne (GfK Entertainment)  | 79              |
| Australie (ARIA)               | 83              |
| Écosse (OCC)                   | 54              |
| Espagne (PROMUSICAE)           | 10              |
| France (SNEP)                  | 85              |
| Italie (FIMI)                  | 17              |
| Royaume-Uni (UK Singles Chart) | 72              |
| Suisse (Schweizer Hitparade)   | 94              |